# حنفة (المخادر)

تعديل مصدري - تعديل

حنفة هي إحدى قرى عزلة الصفي بمديرية المخادر التابعة لمحافظة إب، بلغ تعداد سكانها 119 نسمة حسب تعداد اليمن لعام 2004.